# Victor Espinoza
Victor Espinoza, född 23 maj 1972 i Tulancingo i Hidalgo i Mexiko, är en mexikansk jockey som 2015 tog titeln Triple Crown med American Pharoah. Espinoza valdes in i National Museum of Racing and Hall of Fame 2017.

## Karriär
Espinoza växte upp på en gård i Mexiko, och var det elfte av tolv syskon. Han började sedan att rida löp i Mexiko, men flyttade till USA 1990, där han började tävla på banor i Kalifornien.
Han har segrat i Kentucky Derby och Preakness Stakes tre gånger (War Emblem 2002, California Chrome 2014 och American Pharoah 2015). Han var den första jockeyn någonsin som ridit Belmont Stakes tre gånger med chans att ta titeln Triple Crown. Då han tog en Triple Crown med American Pharoah 2015, blev han den äldsta jockeyn och den första spansktalande jockeyn som uppnått bedriften.